# بویس کریک (کارولینای شمالی)
بویس کریک (به انگلیسی: Buies Creek) شهری در ایالت کارولینای شمالی کشور ایالات متحده آمریکا است که جمعیت آن در سرشماری سال ۲۰۱۰ میلادی، ۲٬۹۴۲ نفر بوده‌است.